# Cúp quốc gia Scotland 1886–87
 Cúp quốc gia Scotland 1886-87 là mùa giải thứ 14 của giải đấu bóng đá loại trực tiếp uy tín nhất Scotland. Hibernian đánh bại Dumbarton 2-1 trong trận Chung kết.

## Đội vô địch
| Cúp quốc gia Scotland 1886–87                |
| Scotland                                     |
| -------------------------------------------- |
| Hibernian F.C. Đội vô địch (Danh hiệu thứ 1) |